# Phylus
Phylus is een geslacht van wantsen uit de familie blindwantsen. Het geslacht werd voor het eerst wetenschappelijk beschreven door Carl Wilhelm Hahn in 1831 .

## Soorten
Het genus bevat de volgende soorten:

- Phylus breviceps Reuter, 1899
- Phylus coryli (Linnaeus, 1758)
- Phylus coryloides Josifov and Kerzhner, 1972
- Phylus limbatellus Poppius, 1912
- Phylus melanocephalus (Linnaeus, 1767)
- Phylus miyamotoi Yasunaga, 1999
- Phylus nigriscapus Kerzhner, 1988
- Phylus plagiatus (Herrich-Schaeffer, 1835)